# Benedict Wong
Benedict Wong (n. 3 iulie 1971, Eccles⁠(d), Anglia, Regatul Unit) este un actor britanic cu origini chinezești, cunoscut pentru rolul lui Bruce Ng din filmul Marțianul.